# Pheidole obrima
Pheidole obrima (лат.) — вид муравьёв рода Pheidole из подсемейства Myrmicinae (Formicidae). Неотропика: Венесуэла. Мелкие муравьи (длина около 2—3 мм) желтовато-коричневого цвета (характерные для других членов рода Pheidole большеголовые солдаты у этого вида вдвое крупнее, до 5 мм, имеют глубокий промезонотальный шов). На проподеуме имеются острые шипы. Тело покрыто редкими щетинками. Усики рабочих и самок 12-члениковые (13 у самцов) с 3-члениковой булавой. Стебелёк между грудкой и брюшком состоит из двух члеников: петиолюса и постпетиолюса (последний четко отделен от брюшка). Мелкие рабочие: ширина головы — 0,70 мм, длина головы равна 0,74 мм, длина скапуса усика — 0,74 мм. Крупные рабочие (солдаты): ширина головы — 1,68 мм, длина головы равна 1,86 мм, длина скапуса усика — 0,84 мм. Сходны по строению с видами Pheidole alpinensis, Pheidole exarata, Pheidole excubitor, Pheidole germaini, Pheidole zoster, Pheidole grandinodus, Pheidole rogeri, Pheidole stulta и Pheidole tristis из группы Pheidole tristis, отличаясь от них гладкими верхом и боками головы и пронотума, скульптурой тела и окраской. Видовое название Ph. obrima дано по признаку крупных и коренастых тел обеих каст (греч. obrima — сильный, могучий).